# Paige Madden
Paige Madden (Mobile, 22 de outubro de 1998) é uma nadadora estadunidense, medalhista olímpica.

## Carreira
Madden conquistou a medalha de prata nos Jogos Olímpicos de Verão de 2020 em Tóquio na prova de revezamento 4×200 m livre feminino, ao lado de Allison Schmitt, Katie McLaughlin, Katie Ledecky, Brooke Forde e Bella Sims, com a marca de 7:40.73.